# Puchar Polski (województwo kujawsko-pomorskie) w piłce nożnej mężczyzn (2023/2024)
W sezonie 2023/2024 Puchar Polski na szczeblu regionalnym w województwie kujawsko-pomorskim składał się z 4 rund, w których wzięło udział 16 zespołów: 7 z OPP Bydgoszcz, 4 z OPP Toruń, 4 z OPP Włocławek i obrońca tytułu. Rozgrywki miały na celu wyłonienie zdobywcy Regionalnego Pucharu Polski w województwie kujawsko-pomorskim i uczestnictwo na szczeblu centralnym Pucharu Polski w sezonie 2024/2025.

## Uczestnicy
| III liga                                                       | IV liga | klasa okręgowa | klasa A                                                                |
| -------------------------------------------------------------- | --- | --- | ---------------------------------------------------------------------- |
| - Zawisza Bydgoszcz – obrońca tytułu - Elana Toruń – OPP Toruń | - Pogoń Mogilno – OPP Bydgoszcz - Pomorzanin Serock – OPP Bydgoszcz - Wda Świecie – OPP Bydgoszcz - Polonia Bydgoszcz – OPP Bydgoszcz - Orlęta Aleksandrów Kujawski – OPP Włocławek - Tłuchowia Tłuchowo – OPP Włocławek | - Piast Kołodziejewo – OPP Bydgoszcz - Tarpan Mrocza – OPP Bydgoszcz - Cyklon Kończewice – OPP Toruń - Mustang Ostaszewo – OPP Toruń - Olimpia II Grudziądz – OPP Toruń - Wisła Dobrzyń nad Wisłą – OPP Włocławek | - MUKS CWZS Bydgoszcz – OPP Bydgoszcz - Skrwa Skrwilno – OPP Włocławek |

## 1/8 finału
Pary 1/8 finału, podobnie jak następnych faz, zostały rozlosowane 25 stycznia 2024 roku. Mecze rozegrano z kolei 2, 3 i 6 marca tegoż roku.
| 2 marca 2024 | Tarpan Mrocza | 0:1   | Tłuchowia Tłuchowo |  |
| 12:00        |               | (0:1) | 20' Dawid Kieplin  |  |

| 2 marca 2024 | Cyklon Kończewice   | 1:8   | Orlęta Aleksandrów Kujawski |  |
| 14:00        | 16' Norbert Hamerla | (1:6) | 1', 26' Radosław Czułkowski · 9' Karol Wienconek · 21' Hubert Maciąg · 36' Paweł Zaroślak · 41' (sam.) Bartłomiej Dybka · 78' Marcel Wcisło · 81' Sebastian Fido |  |

| 2 marca 2024 | Mustang Ostaszewo | 0:2   | Pogoń Mogilno                                     |  |
| 14:15        |                   | (0:1) | 27' Norbert Rościszewski · 70' Wiktor Mrówczyński |  |

| 2 marca 2024 | MUKS CWZS Bydgoszcz                                 | 2:4 (pd.) | Wda Świecie                                                      |  |
| 14:30        | 31' Tomasz Chabasiński · 63' Maksymilian Stróżyński | (1:0)     | 76', 120' Oskar Kubiak · 87' Jakub Węgrzyn · 120' Damian Rybacki |  |

| 3 marca 2024 | Olimpia II Grudziądz | 0:1   | Wisła Dobrzyń nad Wisłą |  |
| 11:00        |                      | (0:0) | 78' Adrian Nowak        |  |

| 3 marca 2024 | Piast Kołodziejewo     | 1:2   | Pomorzanin Serock                           |  |
| 16:30        | 58' Kacper Wiktorowicz | (0:1) | 16' Bartłomiej Świątek · 47' Krzysztof Szal |  |

| 6 marca 2024 | Skrwa Skrwilno      | 1:8   | Elana Toruń |  |
| 14:30        | 40' Jakub Trędewicz | (1:6) | 2' Damian Lenkiewicz · 21' Maciej Andrzejewski · 22' (sam.) Paweł Ratkiewicz · 30' Jay Jaskólski · 31' Kacper Rybacki · 33' Mateusz Góra · 82' Kamil Piskorski · 89' Marcin Kościelecki |  |

|  | Polonia Bydgoszcz | 0:3 (wo.) | Zawisza Bydgoszcz |  |
|  |                   |           |                   |  |

## 1/4 finału
Pary ćwierćfinałowe zostały rozlosowane 25 stycznia 2024 roku, natomiast mecze rozegrano 17 kwietnia tegoż roku.
| 17 kwietnia 2024 | Pogoń Mogilno       | 1:1 k. 3:4    | Tłuchowia Tłuchowo   |  |
| 16:30            | 114' Marcin Kaliski | (0:0, k. 3:4) | 110' Dawid Marciniak |  |

| 17 kwietnia 2024 | Wisła Dobrzyń nad Wisłą | 0:2   | Pomorzanin Serock                           |  |
| 16:30            |                         | (0:0) | 64' Radosław Mik · 86' Aleksander Zieliński |  |

| 17 kwietnia 2024 | Orlęta Aleksandrów Kujawski | 0:3 (wo.) | Zawisza Bydgoszcz |  |
| 17:00            |                             |           |                   |  |

| 17 kwietnia 2024 | Wda Świecie | 0:1   | Elana Toruń         |  |
| 17:00            |             | (0:1) | 16' Kamil Piskorski |  |

## 1/2 finału
Pary półfinałowe zostały rozlosowane 25 stycznia 2024 roku, natomiast mecze rozegrano 22 maja tegoż roku.
| 22 maja 2024 | Tłuchowia Tłuchowo | 0:9   | Zawisza Bydgoszcz |  |
| 17:00        |                    | (0:5) | 18' Patryk Urbański · 28' Kamil Włodyka · 34' Mateusz Młynarczyk · 42' Fabian Leonowicz · 45' Ołeksandr Horwat · 59', 85' Jakub Bojas · 76' Alan Serwach · 83' Krystian Sanocki |  |

| 22 maja 2024 | Pomorzanin Serock    | 1:4   | Elana Toruń                                                                                 |  |
| 17:00        | 60' Michał Kozłowski | (0:2) | 10' Paweł Karbowiński · 38' Kacper Kamiński · 46' Kamil Kuropatwiński · 90' Kacper Kowalski |  |

## Finał
Mecz finałowy odbył się 12 czerwca 2024 roku. W nim Elana Toruń pokonała Zawiszę Bydgoszcz, dzięki czemu wygrała Regionalnego Pucharu Polski w województwie kujawsko-pomorskim i uzyskała prawo do gry na szczeblu centralnym Pucharu Polski w sezonie 2024/2025.
| 12 czerwca 2024 | Elana Toruń             | 1:0   | Zawisza Bydgoszcz |                                                    |
| 20:08           | 84' Kamil Kuropatwiński | (0:0) |                   | Stadion Miejski im. Grzegorza Duneckiego w Toruniu |